# Paul Faul
Paul Luca Faul (11 de octubre de 2002) es un deportista alemán que compite en esgrima, especialista en la modalidad de florete. En los Juegos Europeos de Cracovia 2023 consiguió una medalla de bronce en la prueba por equipos.

## Palmarés internacional
| Juegos Europeos | Juegos Europeos    | Juegos Europeos   | Juegos Europeos     |
| Año             | Lugar              | Medalla           | Prueba              |
| --------------- | ------------------ | ----------------- | ------------------- |
| 2023            | Cracovia (Polonia) | Medalla de bronce | Florete por equipos |